# Legislatura de la Provincia de Río Negro
La Legislatura de la Provincia de Río Negro es el cuerpo legislativo de la provincia argentina de Río Negro. Es la única cámara encargada de la elaboración de leyes en esta provincia y está formada por 46 legisladores, 22 electos de forma proporcional tomando a la provincia como un único distrito y 24 electos de forma proporcional en 8 circuitos electorales de 3 legisladores cada uno. Quien ejerce la presidencia en las sesiones de la legislatura es el Vicegobernador.
La legislatura se renueva completamente cada 4 años.

## Composición actual (2023-2027)
| Distrito          | Legislador                    | Bloque | Bloque                 |
| ----------------- | ----------------------------- | ------ | ---------------------- |
| Alto Valle Oeste  | Lucas Romeo Pica              |        | Juntos Somos Río Negro |
| Alto Valle Oeste  | Lorena Yensen                 |        | Juntos Somos Río Negro |
| Alto Valle Oeste  | Patricia McKidd               |        | Pro Unión Republicana  |
| Alto Valle Centro | Fabián Zgaib                  |        | Juntos Somos Río Negro |
| Alto Valle Centro | Claudio Doctorovich           |        | Pro Unión Republicana  |
| Alto Valle Centro | Luciano Delgado               |        | Vamos con Todos        |
| Alto Valle Este   | Silvia Beatriz Morales        |        | Juntos Somos Río Negro |
| Alto Valle Este   | Luis Ivancich                 |        | Nos Une Río Negro      |
| Alto Valle Este   | Gabriella Picotti             |        | Pro Unión Republicana  |
| Valle Medio       | Gustavo San Román             |        | Juntos Somos Río Negro |
| Valle Medio       | Juan Sebastián Murillo Ongaro |        | Pro Unión Republicana  |
| Valle Medio       | Daniel Belloso                |        | Nos Une Río Negro      |
| Valle Inferior    | Marcelo Szczygol              |        | Juntos Somos Río Negro |
| Valle Inferior    | Maricel Cevoli                |        | Juntos Somos Río Negro |
| Valle Inferior    | Roberta Scavo                 |        | Coalición Cívica ARI   |
| Andino            | Carlos A. Valeri              |        | Juntos Somos Río Negro |
| Andino            | Marcela Abdala                |        | Juntos Somos Río Negro |
| Andino            | Martina Lacour                |        | Pro Unión Republicana  |
| Serrano/Línea Sur | Soraya Yahuar                 |        | Juntos Somos Río Negro |
| Serrano/Línea Sur | Norberto Moreno               |        | Juntos Somos Río Negro |
| Serrano/Línea Sur | Fabián Pilquinao              |        | Vamos con Todos        |
| Atlántico         | Luis Noale                    |        | Juntos Somos Río Negro |
| Atlántico         | Aime Kircher                  |        | Juntos Somos Río Negro |
| Atlántico         | Federico Fernando Frugoni     |        | Coalición Cívica ARI   |
| Provincia         | Facundo Manuel López          |        | Juntos Somos Río Negro |
| Provincia         | Natalia Emilia Reynoso        |        | Juntos Somos Río Negro |
| Provincia         | Juan ElbiCides                |        | Juntos Somos Río Negro |
| Provincia         | María Marcela Rossio          |        | Juntos Somos Río Negro |
| Provincia         | Daniel Horacio Sanguinetti    |        | Juntos Somos Río Negro |
| Provincia         | María Andrea Escudero         |        | Juntos Somos Río Negro |
| Provincia         | Juan Carlos Martín            |        | Pro Unión Republicana  |
| Provincia         | María Laura Frei              |        | Pro Unión Republicana  |
| Provincia         | Javier Edue Acevedo           |        | Coalición Cívica ARI   |
| Provincia         | Ofelia Irene Stupenengo       |        | Pro Unión Republicana  |
| Provincia         | Santiago Ibarrolaza           |        | Pro Unión Republicana  |
| Provincia         | Daniela Beatriz Agostino      |        | Coalición Cívica ARI   |
| Provincia         | Pedro Dantas                  |        | Nos Une Río Negro      |
| Provincia         | Ana Marks                     |        | Nos Une Río Negro      |
| Provincia         | Leandro Garcia                |        | Nos Une Río Negro      |
| Provincia         | Ayelén Spósito                |        | Vamos con Todos        |
| Provincia         | José Luis Berros              |        | Vamos con Todos        |
| Provincia         | Magdalena Odarda              |        | Vamos con Todos        |
| Provincia         | Elba Yolanda Mansilla         |        | Primero Río Negro      |
| Provincia         | César Rafael Domínguez        |        | Primero Río Negro      |
| Provincia         | Lorena Matzen                 |        | Unión Cívica Radical   |
| Provincia         | Ariel Bernatene               |        | Unión Cívica Radical   |

## Composición histórica
| 2019-2023         | 2019-2023                               | 2019-2023 | 2019-2023              |
| Distrito          | Legislador                              | Bloque    | Bloque                 |
| ----------------- | --------------------------------------- | --------- | ---------------------- |
| Alto Valle Oeste  | Sebastián Caldiero                      |           | Juntos Somos Río Negro |
| Alto Valle Oeste  | Héctor Marcelo Mango                    |           | Frente Grande          |
| Alto Valle Oeste  | María Elena Vogel                       |           | Juntos Somos Río Negro |
| Alto Valle Centro | Gabriela Fernanda Abraham               |           | Unidad Ciudadana       |
| Alto Valle Centro | Norberto Gerardo Blanes                 |           | Juntos Somos Río Negro |
| Alto Valle Centro | Ignacio Casamiquela                     |           | Frente de Todos        |
| Alto Valle Este   | Luis Horacio Albrieu                    |           | Frente Renovador       |
| Alto Valle Este   | Marcela Alejandra Ávila                 |           | Juntos Somos Río Negro |
| Alto Valle Este   | José Francisco Rivas                    |           | Juntos Somos Río Negro |
| Valle Medio       | Daniel Rubén Belloso                    |           | Unidad Ciudadana       |
| Valle Medio       | Mónica Esther Silva                     |           | Juntos Somos Río Negro |
| Valle Medio       | Fabio Rubén Sosa                        |           | Juntos Somos Río Negro |
| Valle Inferior    | Nancy Elisabet Andaloro                 |           | Juntos Somos Río Negro |
| Valle Inferior    | Pablo Víctor Barreno                    |           | Frente de Todos        |
| Valle Inferior    | Marcelo Fabían Szczygol                 |           | Juntos Somos Río Negro |
| Andino            | Adriana Laura Del Agua                  |           | Juntos Somos Río Negro |
| Andino            | Juan Pablo Muena                        |           | Juntos Somos Río Negro |
| Andino            | Alejandro Ramos Mejía                   |           | Frente Renovador       |
| Serrano/Línea Sur | María Helena Herrero                    |           | Juntos Somos Río Negro |
| Serrano/Línea Sur | Carmelo Darío Ceferino Ibáñez Huayquián |           | Juntos Somos Río Negro |
| Serrano/Línea Sur | Humberto Alejandro Marinao              |           | Frente de Todos        |
| Atlántico         | Roxana Celia Fernández                  |           | Juntos Somos Río Negro |
| Atlántico         | María Liliana Gemignani                 |           | Juntos Somos Río Negro |
| Atlántico         | Luis Ángel Noale                        |           | Unidad Ciudadana       |
| Provincia         | José María Apud                         |           | Juntos Somos Río Negro |
| Provincia         | José Luis Berros                        |           | Frente de Todos        |
| Provincia         | Antonio Ramón Chiocconi                 |           | Unidad Ciudadana       |
| Provincia         | Juan Elbi Cides                         |           | Juntos Somos Río Negro |
| Provincia         | Claudia Elizabeth Contreras             |           | Juntos Somos Río Negro |
| Provincia         | Julia Elena Fernández                   |           | Juntos Somos Río Negro |
| Provincia         | María Inés Grandoso                     |           | Kolina                 |
| Provincia         | Carlos Alberto Johnston                 |           | Juntos Somos Río Negro |
| Provincia         | Facundo Manuel López                    |           | Juntos Somos Río Negro |
| Provincia         | Juan Carlos Martín                      |           | Juntos por el Cambio   |
| Provincia         | María Eugenia Martini                   |           | Frente de Todos        |
| Provincia         | María Alejandra Mas                     |           | Unidad Ciudadana       |
| Provincia         | Juan Facundo Montecino Odarda           |           | Frente Renovador       |
| Provincia         | Silvia Beatriz Morales                  |           | Juntos Somos Río Negro |
| Provincia         | Lucas Romeo Pica                        |           | Juntos Somos Río Negro |
| Provincia         | Nicolás Rochas                          |           | Frente Renovador       |
| Provincia         | Daniela Silvina Salzotto                |           | Frente de Todos        |
| Provincia         | Daniel Horacio Sanguinetti              |           | Juntos Somos Río Negro |
| Provincia         | Nélida Norma Torres                     |           | Juntos Somos Río Negro |
| Provincia         | Graciela Mirian Valdebenito             |           | Juntos Somos Río Negro |
| Provincia         | Graciela Noemi Vivanco                  |           | Juntos Somos Río Negro |
| Provincia         | Soraya Elisandra Iris Yauhar            |           | Juntos Somos Río Negro |

| 2015-2019         | 2015-2019                         | 2015-2019 | 2015-2019                       |
| Distrito          | Legislador                        | Bloque    | Bloque                          |
| ----------------- | --------------------------------- | --------- | ------------------------------- |
| Alto Valle Oeste  | Juan Elbi Cides                   |           | Juntos Somos Río Negro          |
| Alto Valle Oeste  | Viviana Elsa Germanier            |           | Juntos Somos Río Negro          |
| Alto Valle Oeste  | Héctor Marcelo Mango              |           | Alianza Frente para la Victoria |
| Alto Valle Centro | Marta Susana Bizzotto             |           | Alianza Frente para la Victoria |
| Alto Valle Centro | Norma Beatriz Coronel             |           | Juntos Somos Río Negro          |
| Alto Valle Centro | Alejandro Palmieri                |           | Juntos Somos Río Negro          |
| Alto Valle Este   | Luis Horacio Albrieu              |           | Alianza Frente para la Victoria |
| Alto Valle Este   | Oscar Eduardo Díaz                |           | Juntos Somos Río Negro          |
| Alto Valle Este   | Silvia Beatriz Morales            |           | Juntos Somos Río Negro          |
| Valle Medio       | Elsa Cristina Inchassendague      |           | Juntos Somos Río Negro          |
| Valle Medio       | María del Carmen Maldonado        |           | Alianza Frente para la Victoria |
| Valle Medio       | Leandro Miguel Tozzi              |           | Juntos Somos Río Negro          |
| Valle Inferior    | Rodolfo Rómulo Cufre              |           | Juntos Somos Río Negro          |
| Valle Inferior    | Mario Ernesto Sabbatella          |           | Fuerza Nacional y Popular       |
| Valle Inferior    | Graciela Mirian Valdebenito       |           | Juntos Somos Río Negro          |
| Andino            | Mariana Eugenia Domínguez Mascaro |           | Juntos Somos Río Negro          |
| Andino            | Alfredo Adolfo Martin             |           | Juntos Somos Río Negro          |
| Andino            | Jorge Luis Vallaza                |           | Alianza Frente para la Victoria |
| Serrano/Línea Sur | Humberto Alejandro Marinao        |           | Alianza Frente para la Victoria |
| Serrano/Línea Sur | Sandra Isabel Recalt              |           | Juntos Somos Río Negro          |
| Serrano/Línea Sur | Soraya Elisandra Iris Yauhar      |           | Unión Cívica Radical            |
| Atlántico         | Adrián Jorge Casadei              |           | Juntos Somos Río Negro          |
| Atlántico         | Graciela Esther Holtz             |           | Alianza Frente para la Victoria |
| Atlántico         | Javier Alejandro Iud              |           | Alianza Frente para la Victoria |
| Provincia         | Daniela Beatriz Agostino          |           | Coalición Cívica ARI            |
| Provincia         | Ricardo Daniel Arroyos            |           | Juntos Somos Río Negro          |
| Provincia         | Roxana Celia Fernández            |           | Juntos Somos Río Negro          |
| Provincia         | Edith Garro                       |           | Alianza Frente para la Victoria |
| Provincia         | María Inés Grandoso               |           | Alianza Frente para la Victoria |
| Provincia         | Arabela Carreras                  |           | Juntos Somos Río Negro          |
| Provincia         | Silvana Beatriz Larralde          |           | Juntos Somos Río Negro          |
| Provincia         | Tania Tamara Lastra               |           | Juntos Somos Río Negro          |
| Provincia         | Leandro Martín Lescano            |           | Juntos Somos Río Negro          |
| Provincia         | José Adrián Liguen                |           | Juntos Somos Río Negro          |
| Provincia         | Rubén López                       |           | Juntos Somos Río Negro          |
| Provincia         | Facundo Manuel López              |           | Juntos Somos Río Negro          |
| Provincia         | Raúl Francisco Martínez           |           | Alianza Frente para la Victoria |
| Provincia         | Marta Silvia Milesi               |           | Juntos Somos Río Negro          |
| Provincia         | Jorge Armando Ocampos             |           | Coalición Cívica ARI            |
| Provincia         | Silvia Alicia Paz                 |           | Juntos Somos Río Negro          |
| Provincia         | Carina Isabel Pita                |           | Alianza Frente para la Victoria |
| Provincia         | Alejandro Ramos Mejía             |           | Alianza Frente para la Victoria |
| Provincia         | Sergio Ariel Rivero               |           | Alianza Frente para la Victoria |
| Provincia         | Nicolás Rochas                    |           | Alianza Frente para la Victoria |
| Provincia         | Miguel Ángel Vidal                |           | Juntos Somos Río Negro          |
| Provincia         | Elvin Gerardo Williams            |           | Alianza Frente para la Victoria |